# 281569 Taea
281569 Taea este o planetă minoră (asteroid) din centura de asteroizi. A fost descoperită pe 23 octombrie 2008 la Lulin Observatory⁠(d) de . 
Obiectul prezintă o orbită caracterizată de o semiaxă mare de 2,342591232331 UAi, o excentricitate de 0,25607401645724, o înclinație de 3,4749710379956 ° în raport cu ecliptica.